# Boku ni Natta Watashi
Boku ni natta watashi (僕になった私, Xica Secreta) és un manga shōjo de l'autora Ako Shimaki (嶋木 あこ, Shimaki Ako), publicat per primer cop al Japó durant els anys 2005 i 2006 a la revista Cheese!. El manga consta de 16 capítols que relaten la vida de Momoko Takanashi suplantant al seu germà bessó a una escola privada masculina.

## Argument
Momoko Takanashi és una xica normal i corrent a la que, d'un moment a un altre, la seua vida dona un gir inesperat després de la fugida del seu germà bessó Akira, que estava apunt d'anar a una escola privada masculina. Aquest es nega i fuig de casa pel que la mare de Momoko l'obliga a suplantar al seu germà fins que aquest s'ho pense millor i torne a casa. D'aquesta manera, Momoko acaba assistint en lloc del seu germà, amb el seu cabell tallat i usant una banda per a dissimular els seus pits.
A sobre ha de compartir habitació amb el seu company Kunio Itou, qui és molt popular entre les xiques, i després d'assabentar-se de la condició de Momoko, li proposa guardar el secret a canvi que aquesta siga la seua esclava.
A mesura que avança la sèrie els seus sentiments per Momoko van canviant, ja siga perquè la tracta dolçament i la salva d'un bon grapat de problemes.